# Aure (Norvegia)
Aure è un comune norvegese della contea di Møre og Romsdal.